# David Ospina
David Ospina Ramírez (nascut el 31 d'agost de 1988 a Medellín, Antioquia) és un futbolista professional colombià que actualment juga com a porter a la SSC Napoli, i a la selecció colombiana de futbol.

## Palmarès
Atlético Nacional
- 3 Lliga colombiana de futbol: 2005 (Apertura), 2007 (Apertura), 2007 (Clausura).

Arsenal FC
- 2 Copa anglesa: 2014-15, 2016-17.
- 1 Community Shield: 2017.

SSC Napoli
- 1 Copa italiana: 2019-20.